# Berethalom

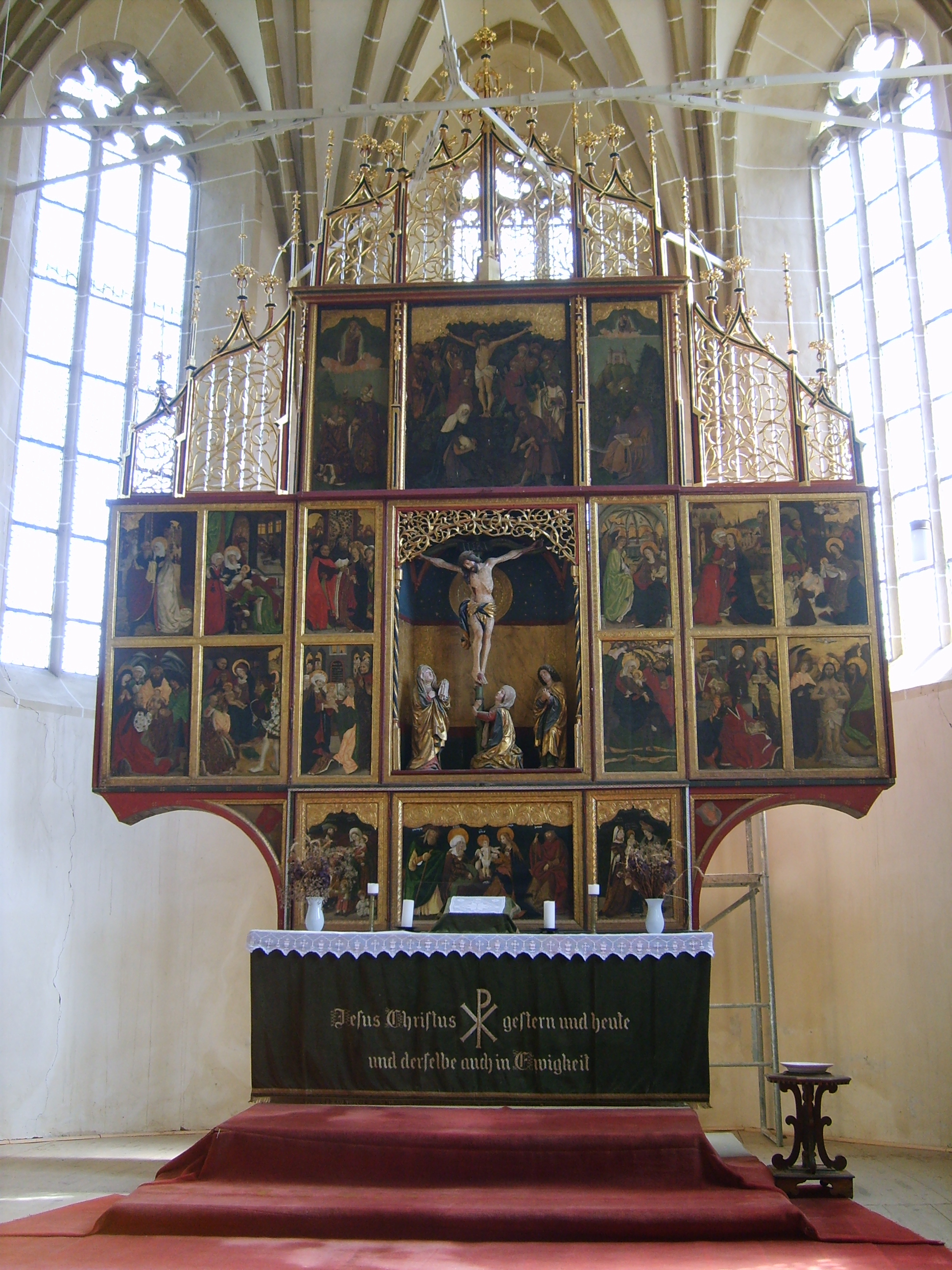
A szárnyasoltár

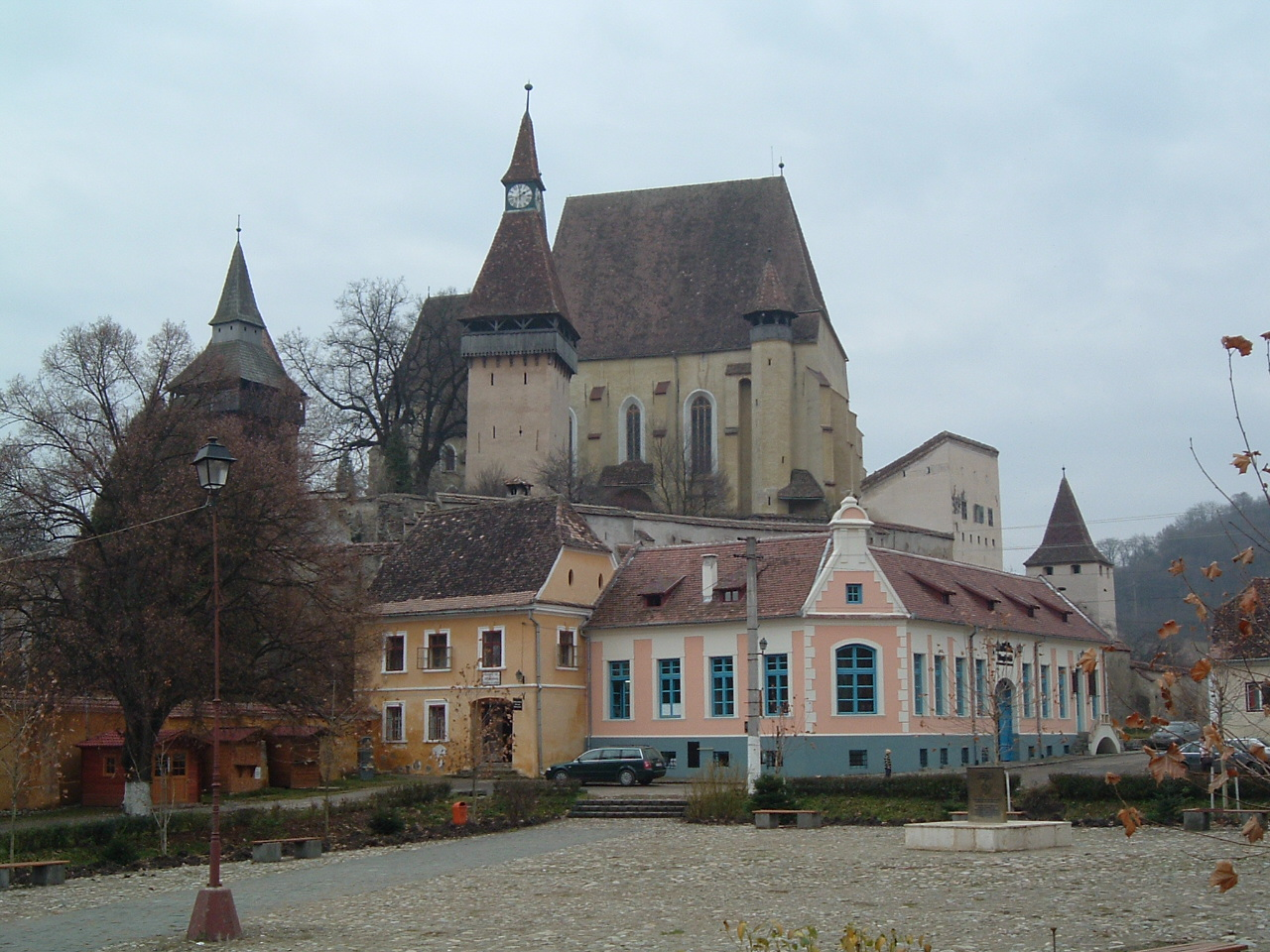
Az erődtemplom a főtérről

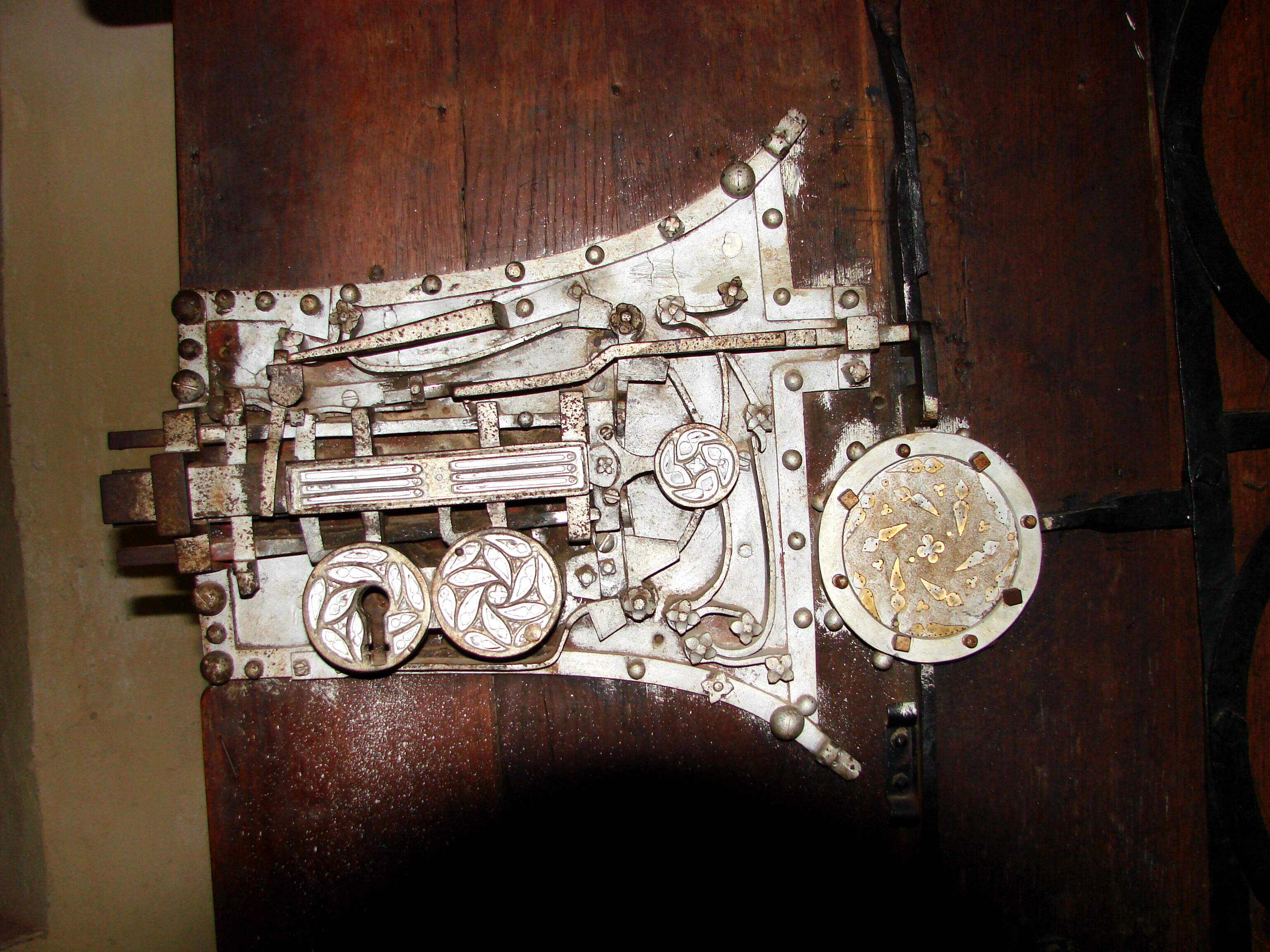
A sekrestyeajtó zárszerkezete

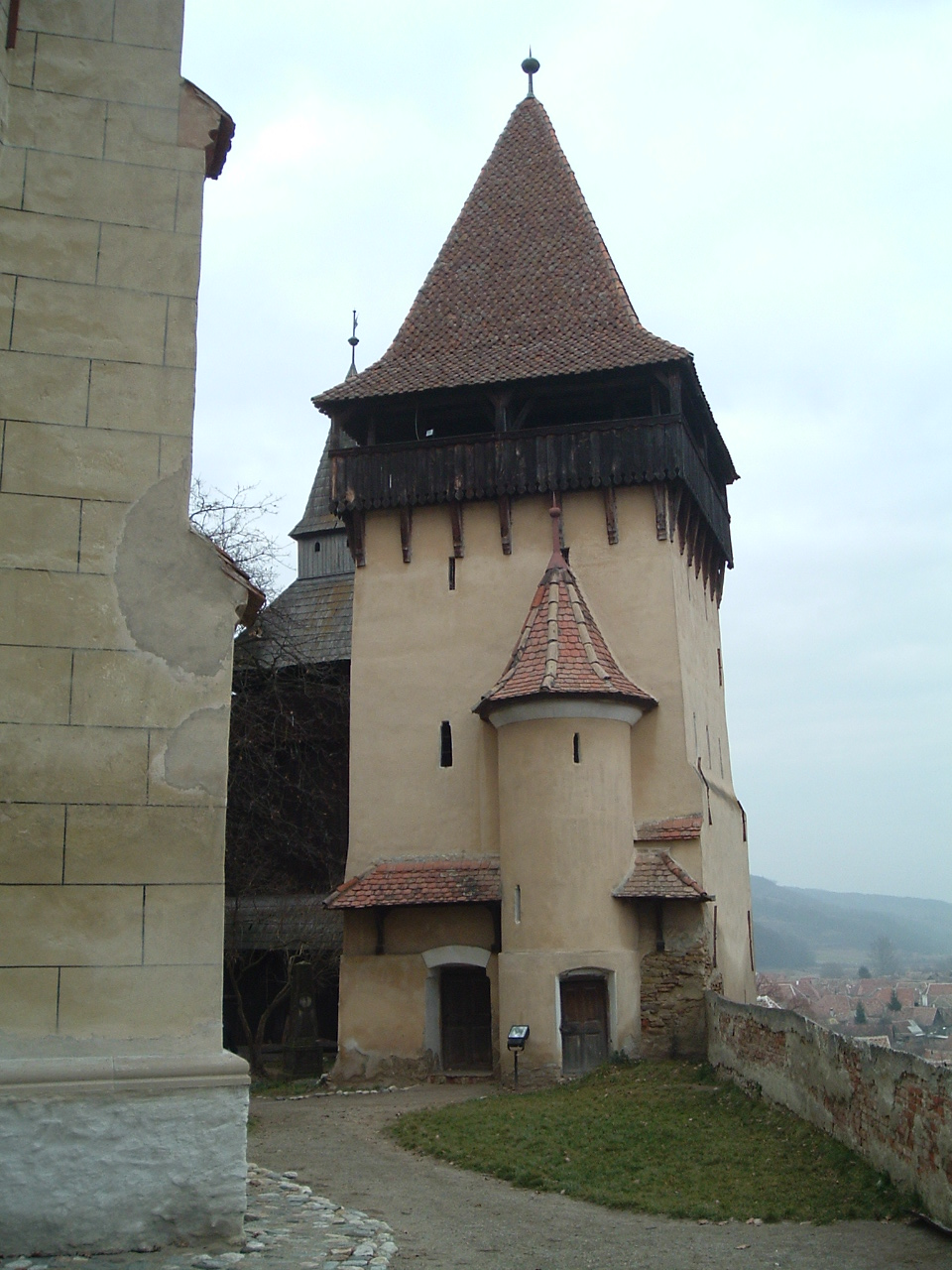
A Mauzóleumtorony

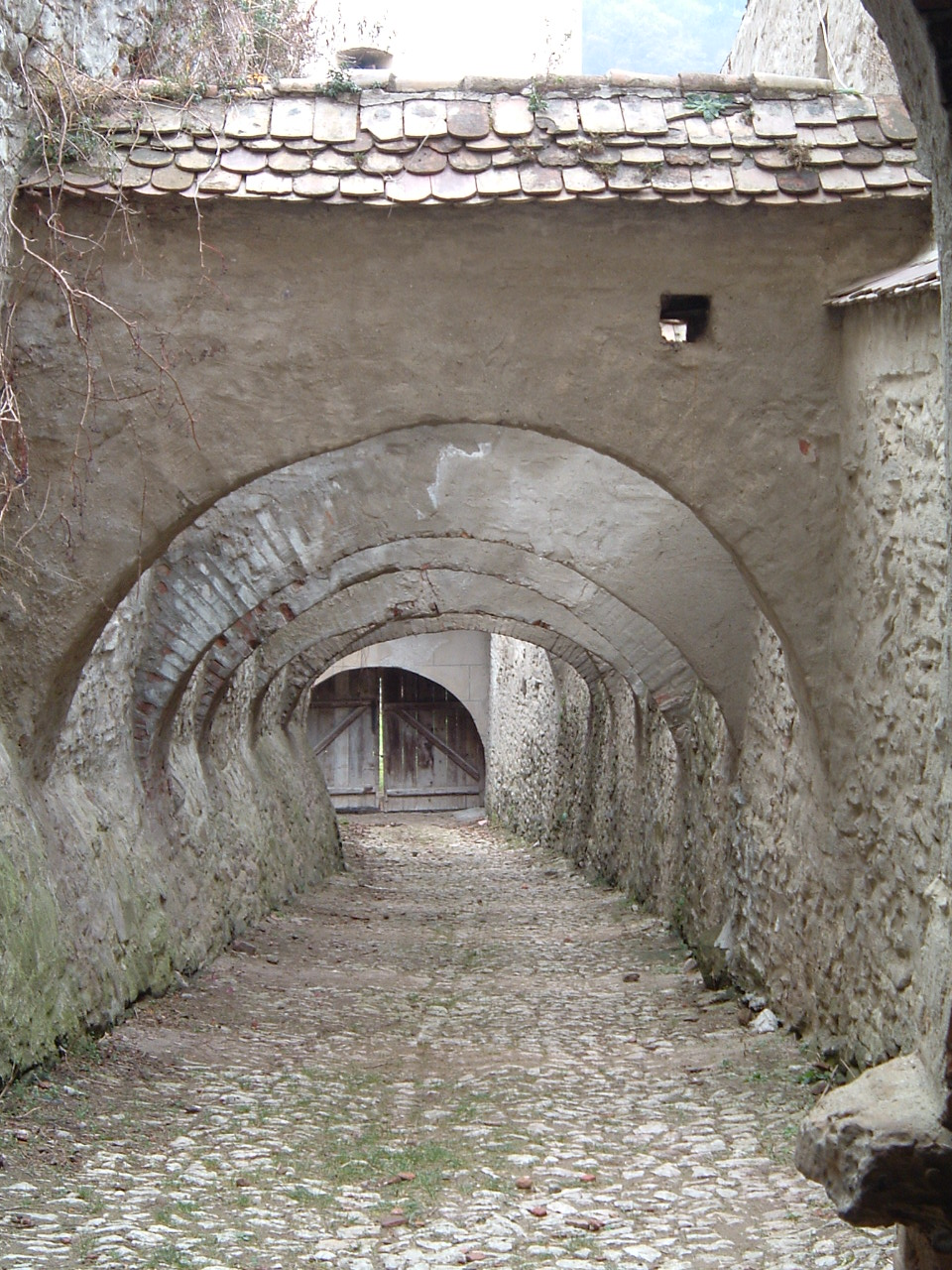
A kocsibejáró

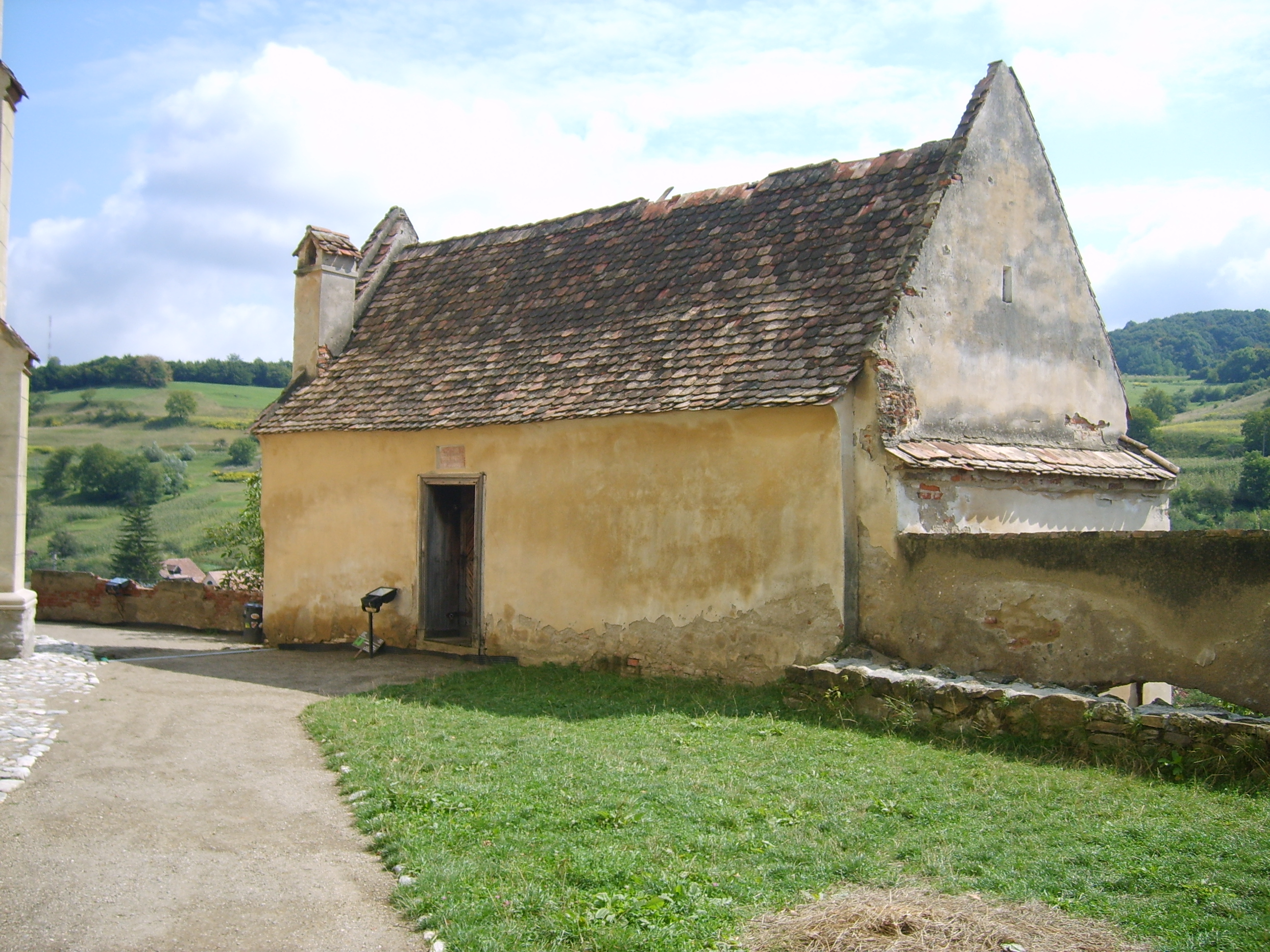
A Scheidungshaus

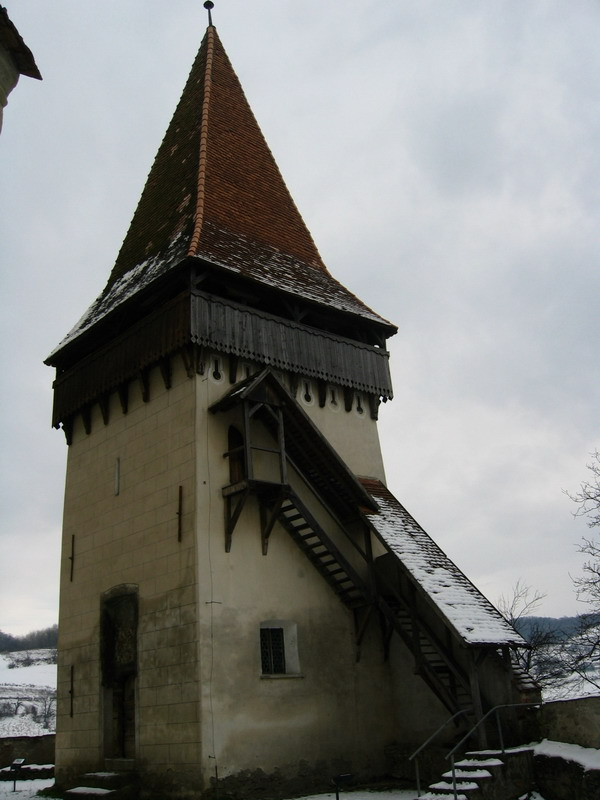
A Katolikus torony

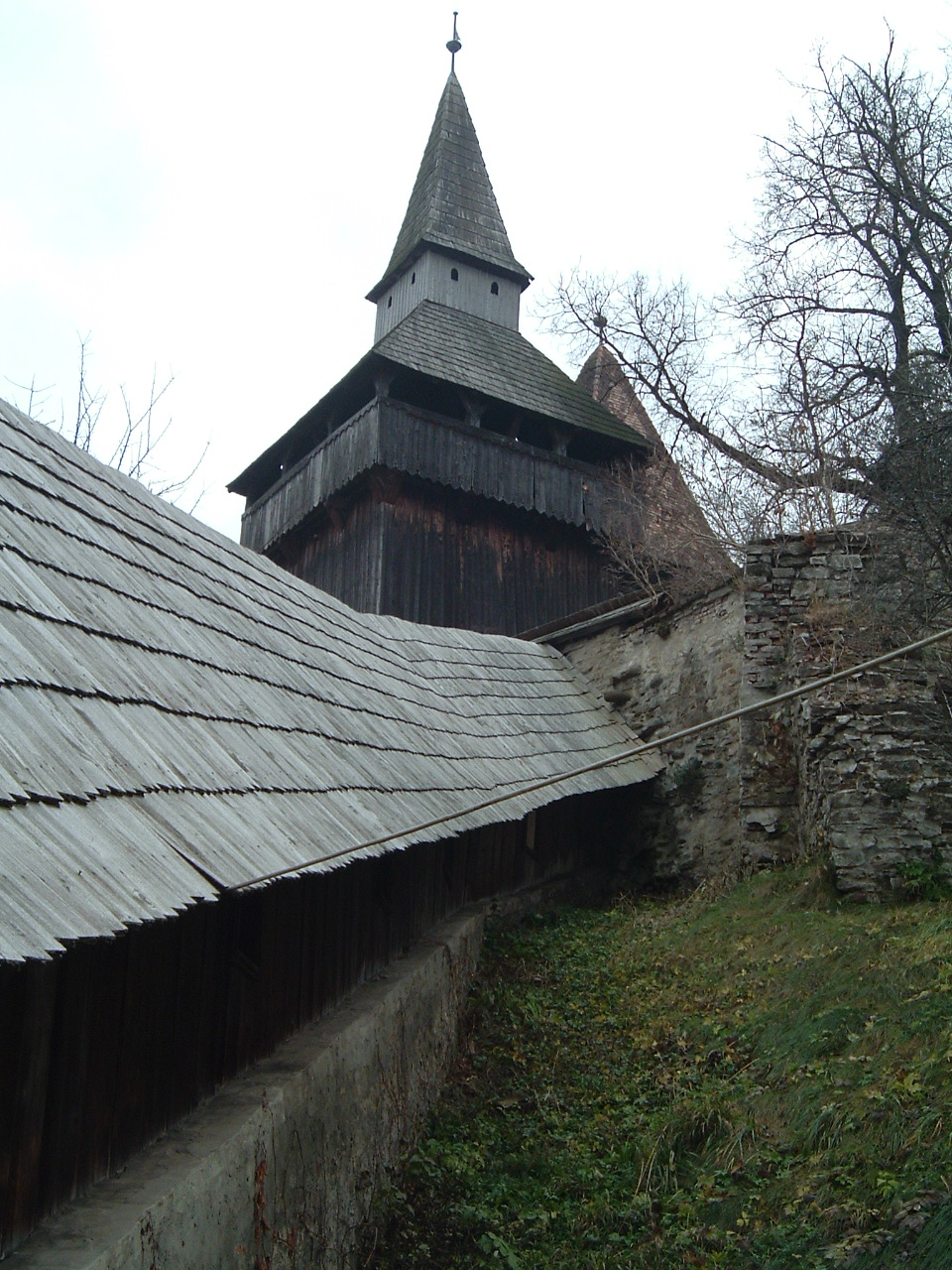
A Harangtorony

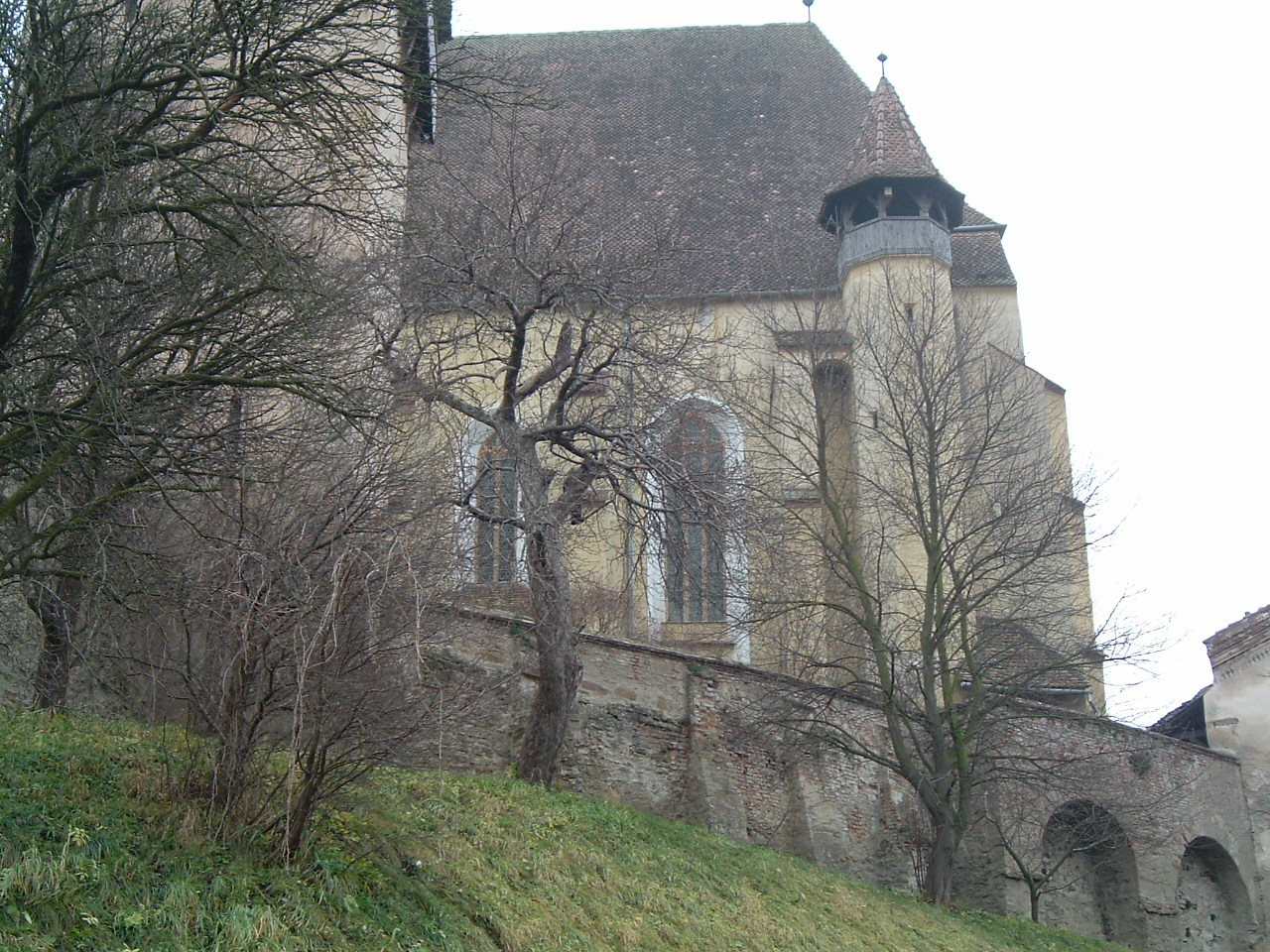
Az erődtemplom

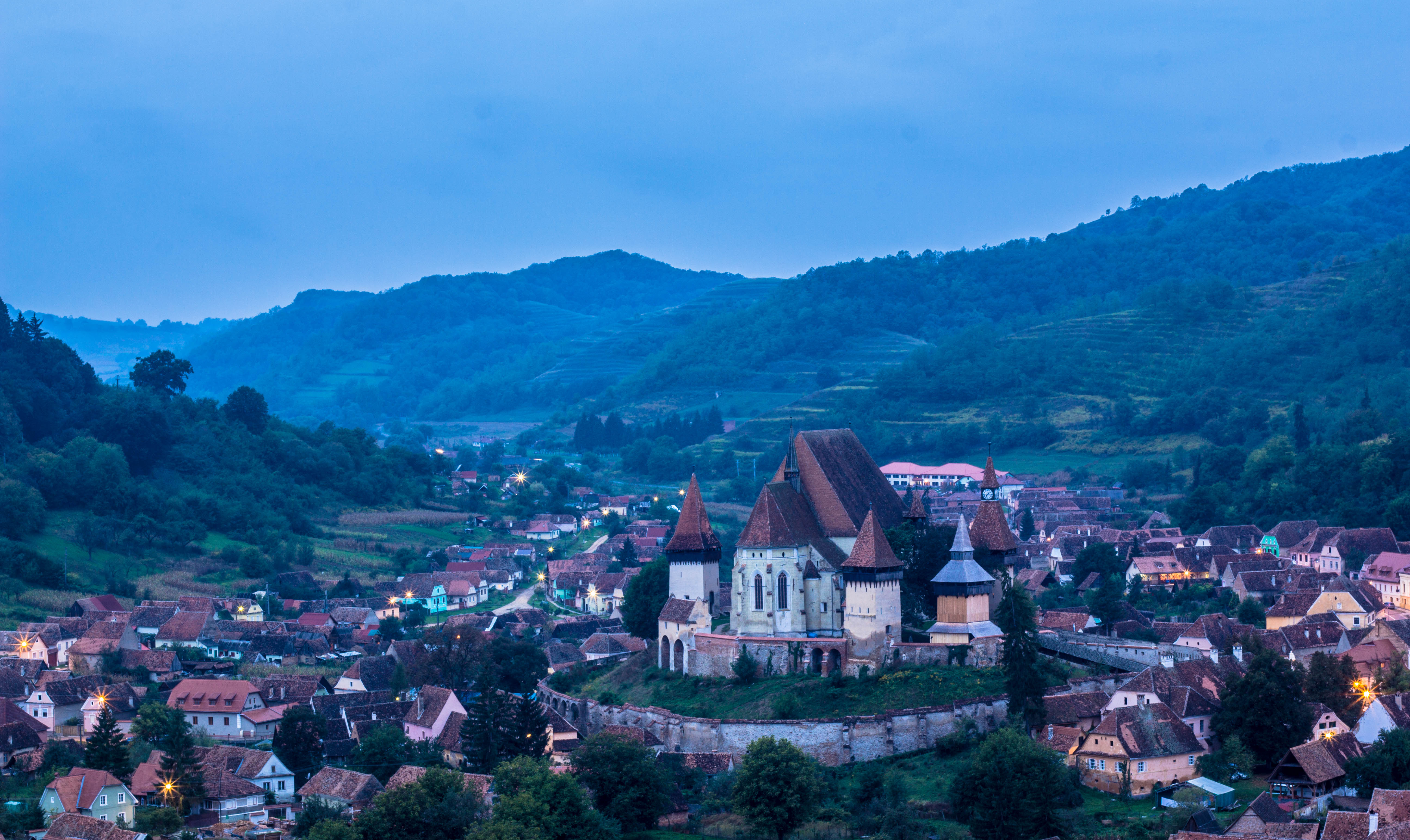

Berethalom (románul Biertan, korábban Ghiertan, németül Birthälm) falu Romániában, Erdélyben, Szeben megyében, a történelmi Királyföldön. Az azonos nevű község központja.

## Fekvése
A 600 méteres magasságot meghaladó dombok között, a Nagy-Küküllő partján futó D14-es úttól 9 km-re délre, Medgyestől 24 km-re délkeletre, Segesvártól 23, Erzsébetvárostól 10 km-re délnyugatra fekszik, 388–400 méteres tengerszint feletti magasságban.

## Növénytakarója
Az emberi tevékenység kezdete előtt a környező tájat mindenütt erdő borította. 1872 és 1887 között 8143 holdas (4690 hektáros) határának 39%-a volt erdő, 32%-a szántó, 14%-a rét és kert, 6%-a szőlő és 5%-a legelő. A 2000-es évekre az erdőterület kevesebb mint a felére zsugorodott, a szőlők pedig szinte teljesen eltűntek. A 700 hektárt borító erdők fáinak kb. 48%-a bükk, 20%-a gyertyán, 18%-a tölgy (túlnyomórészt kocsánytalan tölgy) és 6%-a fehér akác. Határában 57 tiszta vizű kút és forrás található.

## Nevének eredete
Nevének előtagja a német Bert / Beret férfinévből (ami a Berta férfi párja), utótagja vagy a 'sziget, félsziget' jelentésű német Holm, vagy a magyar halom szóból való. Történeti névalakjai: Berthelm (1283), Buratholm (1289), Berethalm és Beretholm (1315), Britholm (1331), Berethelm (1344), Virthalm (1359), Byrtholm (1366), Birchalin (1373), Birthelm (1397), Birthalm (1406), Berthalm (1418), Berethalom és Byrthalom (1428), Byrthalben és Birthelbm (1432), Byrthallen (1520), Byrtalhem (1523), Bertan (1733), Bertalom (1750), Gyertyán (1826), Birthalmea (1839), Birthälm (1854).

## Története

### A reformációig
1775-ben találták a településtől öt kilométerre, korabeli keresztény felszerelési tárgyak mellett azt a 4. századi bronz, fogadalmi Krisztus-monogramot (az ún. berethalmi donáriumot), amelynek felirata: „EGO ZENOVIVS VOTVM POSVI”. A leletet a román kutatók egy része hagyományosan mint a korban itt élt latin nyelvű népesség bizonyítékát értelmezi, míg mások szerémségi vagy aquileiai mester munkájaként azonosítják, amelynek birtokosa helybeli, ariánus gót közösség tagja lehetett.
A falut vagy már az 1241–1242-es nagy tatárjárást megelőzően is szászok lakták, vagy azután települt be szász lakossággal. 1553-ig az ún. Kétszékhez tartozott. 1300-ban kb. ötven házból állt.
1397-ben említették először oppidumként, de szombati hetivásárait akkor már régebb óta megtartották. 1418-ban mint civitasra hivatkoztak rá. Ekkor már megvolt bíráskodási joga, amelyet 1553-ban megerősítettek, és saját bírósága egészen 1883-ig működött. 1440-ben az Apafi család egyik tagja viselte gerébi tisztét.
A 16. század első fele a település történetének virágkora. Mezővárosként Medgyessel vetélkedett Kétszék központjának rangjáért. Az 1500-as években 230, 1532-ben 345 lakott telek után adózott (tehát népesebb volt Medgyesnél) és a mainál nagyobb területen feküdt. Első céhszabályzata, a takácsoké 1508-ból maradt fenn. A század folyamán már biztosan működött vagy akkor keletkezett a vargák, a fazekasok, a kovácsok, a kádárok, a szűcsök és a bognárok céhe. Iskoláját először 1531-ben említették. 1387 és 1518 között 44 berethalmi diák járt külföldi egyetemekre (a legtöbben Bécsbe), amivel a hetedik helyet foglalta el Erdély települései között. 1540. szeptember 23. és 27. között országgyűlést is tartottak benne.

### Püspöki székhelyként
1553-ban végleg elveszítette a Kétszék vezetéséért folyó küzdelmet Medgyessel szemben. Ekkor az újonnan létrehozott Medgyesszékhez csatolták, cserében viszont megtarthatta bíráskodási jogát.
1572-ben lelkészét, Lucas Unglerust választották az erdélyi evangélikus egyház püspökévé (szuperintendensévé). Unglerus úgy határozott, hogy nem költözik Nagyszebenbe, hanem Berethalomban marad. Az előző püspök, egyben nagyszebeni lelkész halála után ugyanis a nagyszebeniek már választottak maguknak saját lelkészt. Döntésével Unglerus hagyományt teremtett és a várost háromszáz évre az erdélyi evangélikus püspökök székhelyévé tette. 1666-ban a zsinat előírta, hogy a püspökök halála után előbb mindig új berethalmi lelkészt válasszanak. A zsinatnak ezután az ő személyét kell mérlegelnie és csak akkor írhat ki új püspökválasztást, ha nem találja alkalmasnak a tisztség betöltésére. 1679-ben a zsinat három érvre hivatkozva véglegesítette Berethalom püspöki székhely mivoltát: a hagyomány már szentesítette; a város Erdély közepén fekszik; a nagyobb városok lelkészeit túlságosan lekötik saját egyházközségük gondjai. A döntést 1684-ben a szász univerzitás is jóváhagyta.
1588-ban említették az első, Berethalomban letelepedett román pásztorokat és 1639-ből tudunk az első cigány lakójáról. Az 1661–62-es pestisjárvány 260 áldozatot szedett. A 17. század végére lakossága a 150 évvel korábbinak kevesebb mint felére esett vissza: 1694-ben 137 háztartást, 1698-ban 164 szász és 14 román családfőt írtak össze.
Bethlen Gábor 1626-ban a moldvai és a havasalföldi fejedelemmel együtt tartózkodott itt, majd I. és II. Rákóczi György is többször meglátogatta. 1638-ban papírmalom működött benne. Iskoláját először 1672-ben nevezték gimnáziumnak, ahová a 18. század folyamán főleg más településekről érkeztek a diákok. 1821-ben már nem említették a szász gimnáziumok között.
A püspöki székhely költségei, a látogatók ellátása, a katonai beszállásolások és rekvirálások elszegényítették a várost. Sok lakója menekült el a magas adóterhek miatt. 1704-ben a kurucok ostromolták, majd rabolták ki az erődtemplomot. 1705-ben hat héten keresztül táborozott határában Forgách Simon tizenhatezres kuruc serege. 1741-ben 346 puszta telek és 104 romos ház mellett mindössze tíz ép házat írtak össze. Fiatal férfi lakosságának nagy része máshová (Medgyesre, Nagyszebenbe, a környező falvakba) költözött.
1780-ban kb. 1200 szász, 250 román és 115 cigány lakosa volt. A románok a falu északi részén éltek, ahol a két román templom is található. Kezdetben mindannyian ortodox vallásúak voltak. 1825-ben szerveződött meg a görögkatolikus parókia. Lukas Graffius püspök az 1730-as években román kalibásokat telepített a határ délkeleti csücskében fekvő, erdős Fettendorfba, ahol 1774-ben 21 román család élt. A század végére a kis település elnéptelenedett. 1757-től a patak felső folyása mentén, Berethalomtól délre telente beás (aranymosó) cigányok is laktak, akik a városnak adót fizettek, fát vágtak és tüzelőt árultak. A 19. század közepén állandóan letelepedtek és ezután napszámból éltek. Mára elköltöztek a település határából.
1750-ben 25 csizmadia, tizenkét takács, nyolc kádár és hét bognár dolgozott a városban. 1779-ben telepedett le Samuel Joseph Maetz, aki korának legnevesebb erdélyi orgonakészítő műhelyét hozta itt létre. 1810-ben nyílt meg az első gyógyszertár.
A 16. századtól a 19. századig legfontosabb és nevezetes mezőgazdasági ágazata a borászat volt. 1857-ben népességének 20%-a élt elsősorban a mezőgazdaságból. 1891–1892-ben a filoxérajárvány tönkretette szőlőhegyeit, később a gazdák itt is fajtaváltásra kényszerültek. Az 1948-ban létrehozott állami gazdaság még nagyrészt szőlőműveléssel foglalkozott, sőt 1964-ben állami borfeldolgozó üzem is létesült (kizárólag exportra termelt). Mára a szőlőültetvényeket szinte teljesen felszámolták, a bortermelés megszűnt.
1846-ban árvíz pusztította. 1848–49-ben férfilakossága Puchner oldalán vett részt a polgárháborúban, de mindkét hadviselő fél megsarcolta.

### 1867-től napjainkig
1867-ben a püspöki székhelyet visszahelyezték Nagyszebenbe. 1871-ben mezővárosból hivatalosan nagyközséggé minősült át. 1876-ban az újonnan létrehozott Nagyküküllő vármegyéhez csatolták, ahol 1883-ig járási székhely volt.
Az evangélikus egyház 1884-ben óvodát, 1911-ben árvaházat alapított, mely 1951-ig létezett. 1900-ban szabadtéri strandot („úszóiskolát”) alapítottak és már 1909–10-ben bevezették az elektromos áramot.
A két világháború között sok berethalmi fiatal kereskedőnek tanult és városba költözött. Ugyanekkor azonban a sok és olcsó termőföld majdnem száz szász földművelő családot vonzott ide más településekről. 1940-ben 19 kereskedés és 70 ipari vállalkozás (tizenegy pintér, hét cipész, hét ács, hat szabó, öt lakatos, négy fodrász) működött a településen.
A második világháborúban 240 berethalmi szász férfi vett részt, közülük 88-an a háború végén nem tértek haza Romániába, hanem Németországban telepedtek le. 1945-ben 155 szász lakosát deportálták a Szovjetunióba, legtöbbüket a konsztantyinovkai lágerba. 1948-ban 530 hektáron, határának legjobb földjein állami gazdaságot hoztak létre.
1980-ban kezdődött a szászok kivándorlása Németországba, a legtöbben Bajorországba és Baden-Württembergbe költöztek. 1984 óta kétévenként tartják meg Heilbronnban a berethalmi szászok találkozóját. 1989. december 31-én még kb. hatszáz szász élt Berethalomban, de a rákövetkező két évben többségük kivándorolt. 1995-ig volt saját evangélikus lelkésze, 1997-ben számolták föl evangélikus egyházközségét.
1991 óta évenként Berethalomban rendezik meg az erdélyi szászok világtalálkozóját.

## Népesség, anyanyelvi és felekezeti megoszlás
- 1780-ban kb. 1200 szász, 250 román és 115 cigány lakója volt.
- 1850-ben 2255 lakosából 1460 volt német (szász), 605 román és 171 cigány nemzetiségű; 1463 evangélikus, 542 ortodox és 229 görögkatolikus vallású.
- 1910-ben 2259 lakosa közül 1215 volt német, 868 román, 127 cigány és 47 magyar anyanyelvű; 1207 evangélikus, 535 ortodox, 462 görögkatolikus és 37 római katolikus vallású.
- 2002-ben 1182 lakosából 959 volt román, 137 cigány, 50 német és 36 magyar nemzetiségű; 918 ortodox, 107 görögkatolikus, 63 pünkösdista, 55 (az egyház saját nyilvántartása szerint 86) evangélikus, 20 református, 11 adventista és 6 római katolikus vallású.

## Látnivalók
- Berethalmi erődtemplom
- A falu közepén emelkedő dombon áll Erdély egyik legszebb erődtemploma. A templom 1282-ben már létezett. Átépítésének kezdetét egy 1402-es oklevél datálja, amelyben IX. Bonifác pápa búcsút hirdetett felépítésére. 1486-ban már biztosan erődített volt, mert Mátyás ekkor lakói harmadát felmentette a hadba vonulás alól, hogy a településen álló várat őrizhessék. A munkával 1524-ben készültek el, erre utalnak kapuja felett II. Ulászló és Szapolyai János címerei. 1938–1942-ben Hermann Phleps irányítása alatt restaurálták. Az 1977-es földrengést követő helyreállítását 1991-ben Europa Nostra-díjjal ismerték el. 1993 óta a világörökség része.
  - Maga a templom gótikus, torony nélküli csarnoktemplom, amely eredetileg Nagyboldogasszony tiszteletére épült. A csillagboltozatos, sokszög záródású szentélyt csúcsíves diadalív választja el a hálóboltozatos hajótól. Déli és északi kapuja reneszánsz stílusú. Szárnyasoltára a legnagyobb Erdélyben, 28 képe 1483 és 1515 között készült. Az 1515-ben készült, gótikus sekrestyeajtó bonyolult zárszerkezete tizenöt zárból áll. Intarzia díszíti, belső oldalán faragott vízilófej is látható. Az ajtó aranyérmet nyert az 1900-as párizsi világkiállításon. A templomtérben helyezték el a berethalmi céhek megmaradt zászlóit.
  - A belső falgyűrűt a 14. század végén vagy a 15. század elején építették. A falak mentén négy torony és egy bástya (a Keleti-bástya / Ostbastei) helyezkedik el. A falat a 19. században visszabontották. A tornyok közül a legérdekesebb a templom déli oldalán a fa védelmi szintű Katolikus torony (Katholischer Turm), mely onnan kapta nevét, hogy a reformációt követően a katolikus valláshoz ragaszkodó berethalmiak számára földszintjén kápolnát alakítottak ki. A kápolna falait belülről 15. századi falképek borítják, amelyek többek közt az Angyali üdvözletet, Szent Györgyöt, az ítélő Krisztust és Krisztust mandorlában ábrázolják. Az ugyancsak faerkélyes Mauzóleumtoronyba (Mausoleumsturm) temették a szász püspököket, itt láthatók síremlékeik is. A fa harangtorony a 19. század elején épült. A templom északnyugati oldalán az óratorony (Stundenturm) látható. A Mauzólemtorony és a Katolikus torony között áll az ún. Scheidungshaus. A közösség ide zárta azokat az egymással össze nem férő házaspárokat, amelyek a szétválást fontolgatták. Két hetet kellett eltölteniük egy ágyban, egy asztal mellett, egyetlen étkészlettel. Négyszáz év alatt egyetlen pár akadt, amely a két hét után szét is vált.
  - A belső és a középső falgyűrű találkozásánál áll a nyugati kaputorony (Rathausturm), amelyben a városháza is működött. Itt végződik a régi kocsibejáró, amelyet belső szakaszán, a Rathausturm és a Szalonna-torony (Speckturm) között ma is mindkét oldalról fal határol. A Szalonna-toronyig a kocsik a külső falgyűrű déli kaputornyán keresztül jutottak be. A gyalogos bejárat a templomerőd túlsó, északnyugati végében nyílik. A középső és a belső fal között ide 1795-ben építettek lépcsőt, amelyet 1845-ben fedtek be faszerkezettel.
  - Az erődöt a domb lábánál, az északkeleti szakasz kivételével még egy külső falgyűrűvel is megerősítették, amelyet három bástya és két torony védett.
- Az ortodox templom 1799-ben, a görögkatolikus 1856-ban épült.

## Híres berethalmiak
- Itt született 1668-ban Andreas Heldmann történész, nyelvész.
- Itt született 1876-ban Hermann Phleps művészettörténész, a népi építészet kutatója.
- Itt született 1881. november 29-én Artur Phleps, a román hadsereg, majd a Waffen-SS tábornoka.
- Itt hunyt el 1777. március 9-én Georg Jeremias Haner erdélyi szász történész, evangélikus szuperintendens.

## Képgaléria

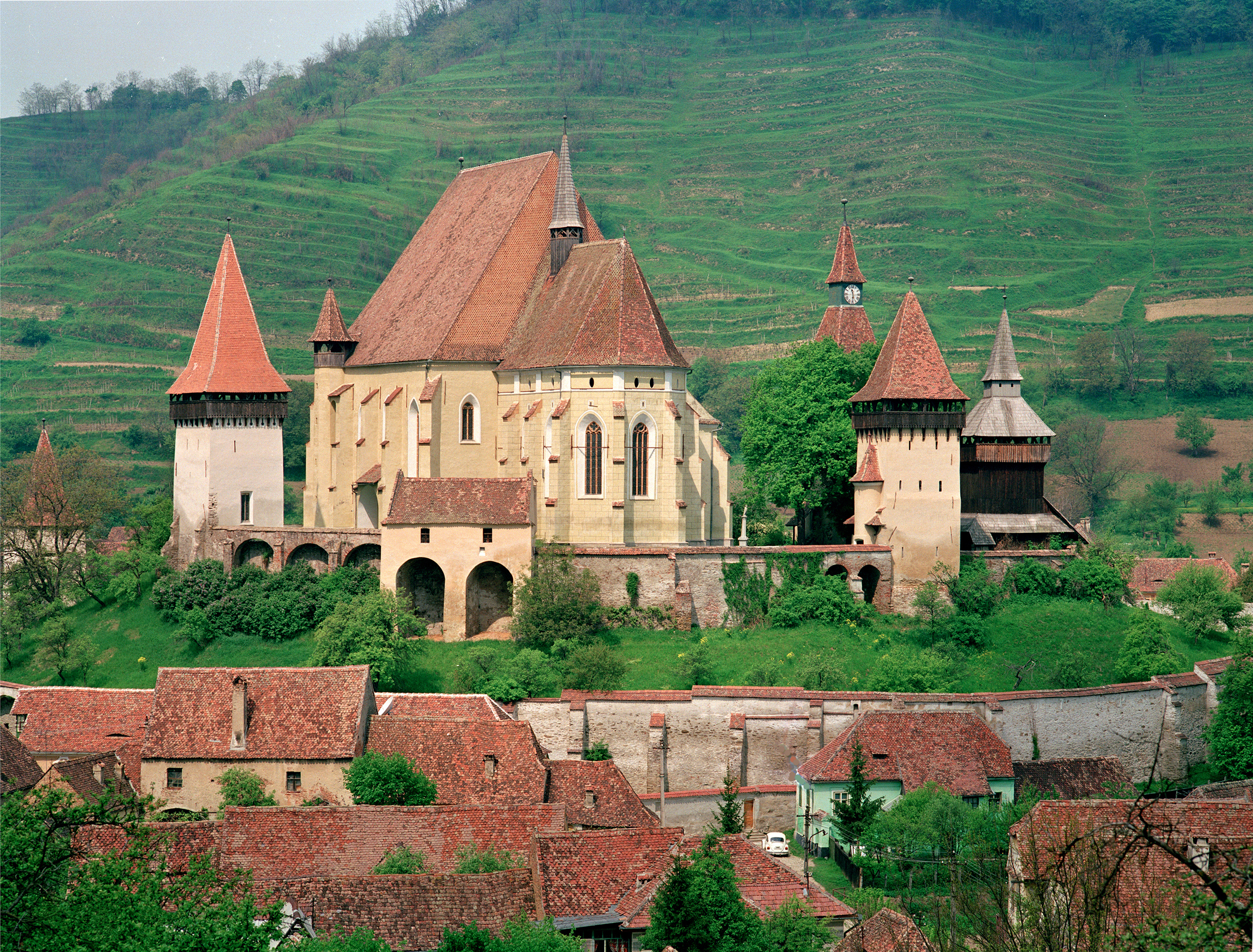
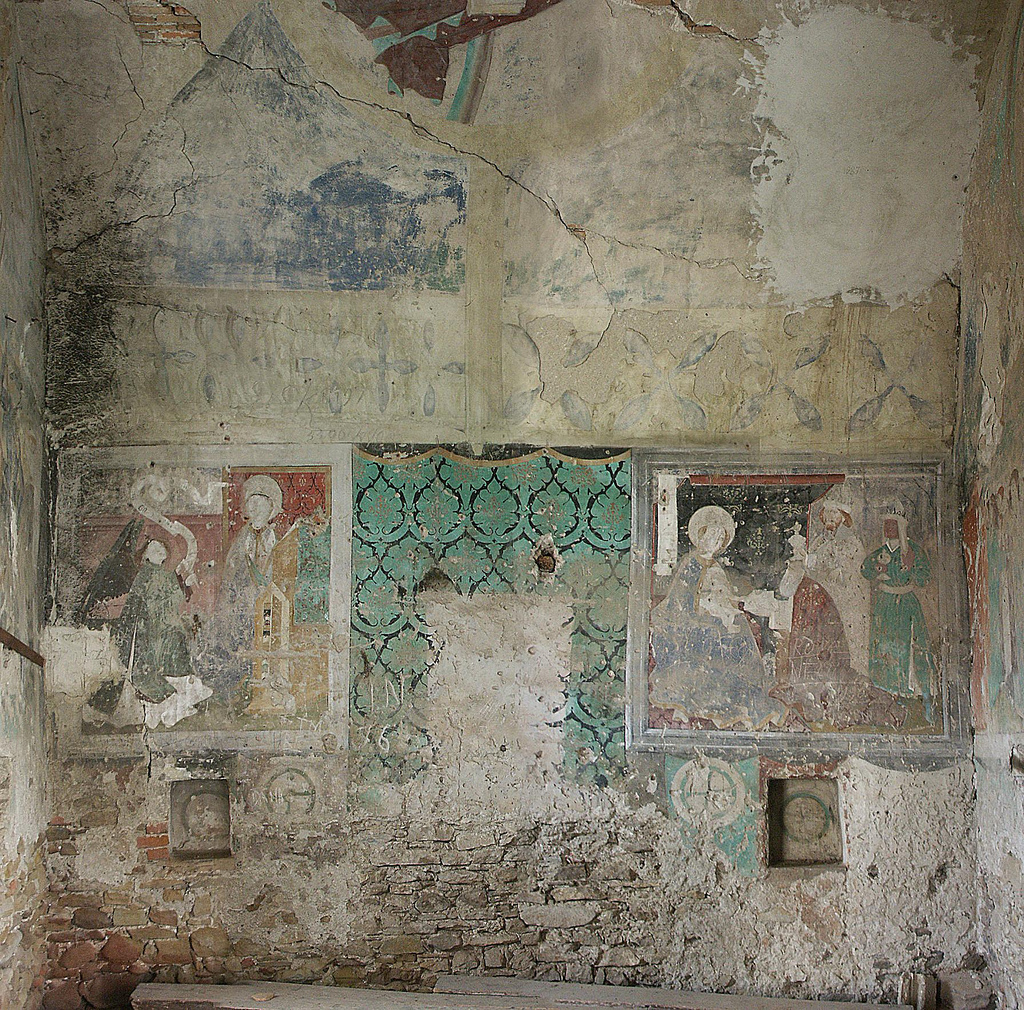
A Katolikus torony freskói
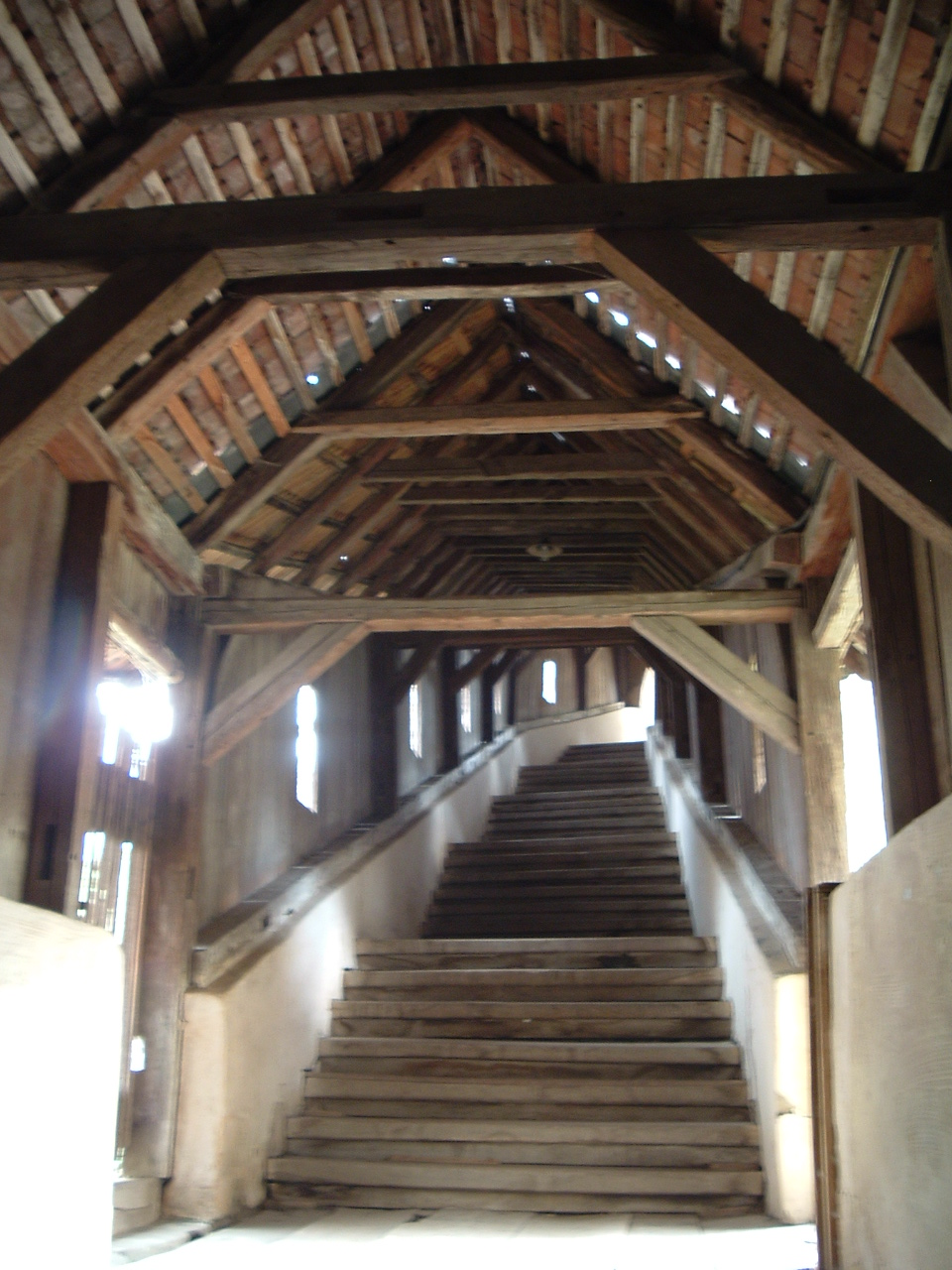
A fedett lépcső
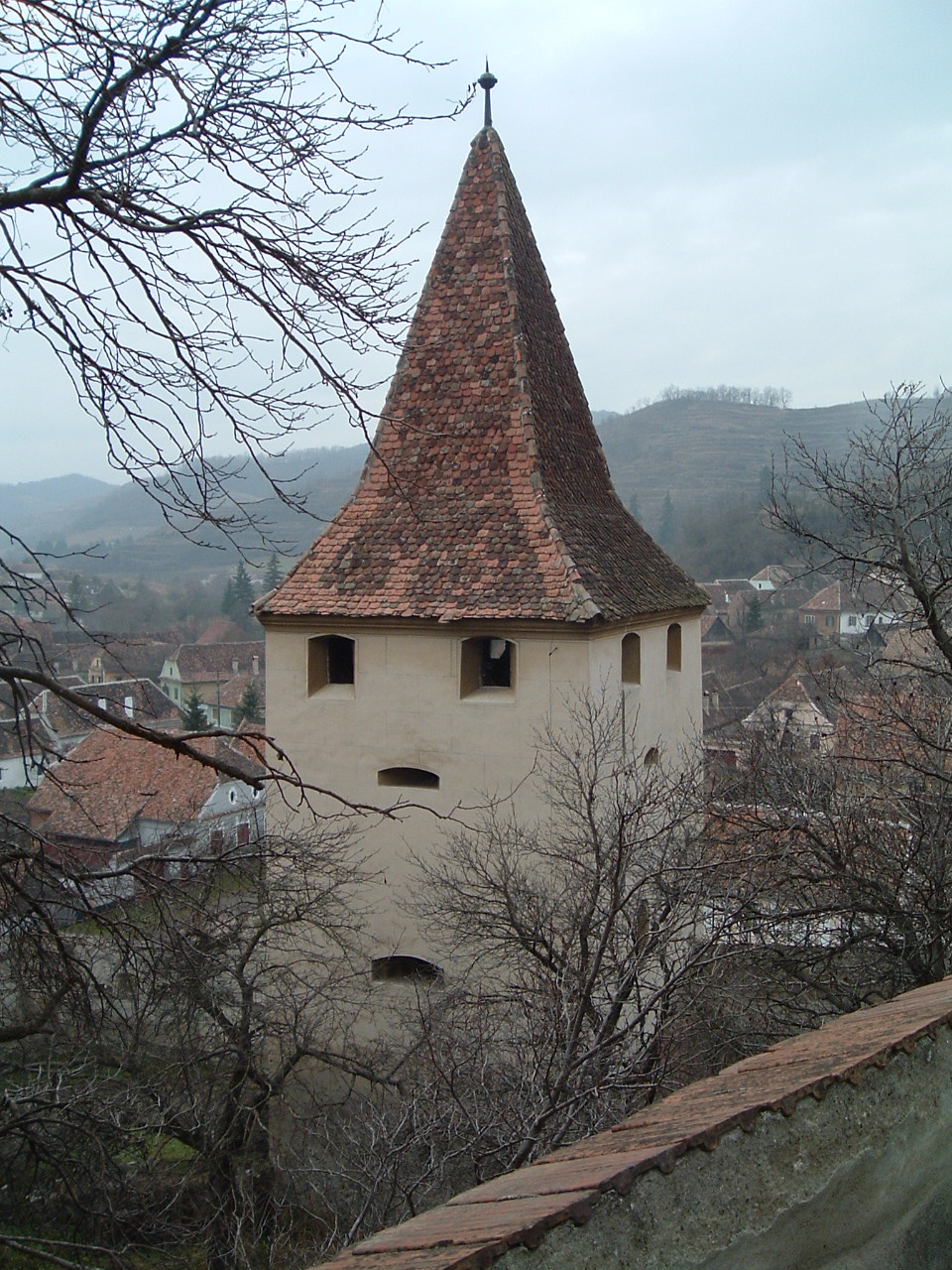
A Szalonnatorony
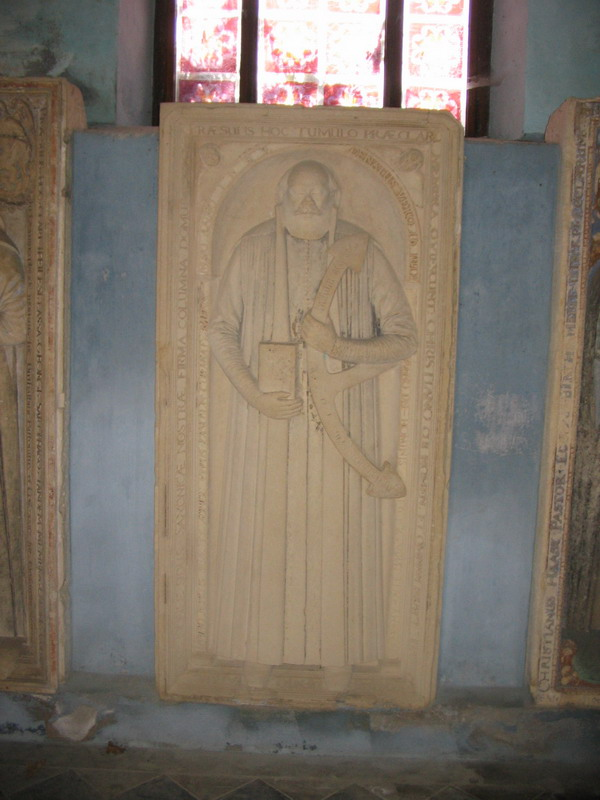
A püspökök szarkofágjai
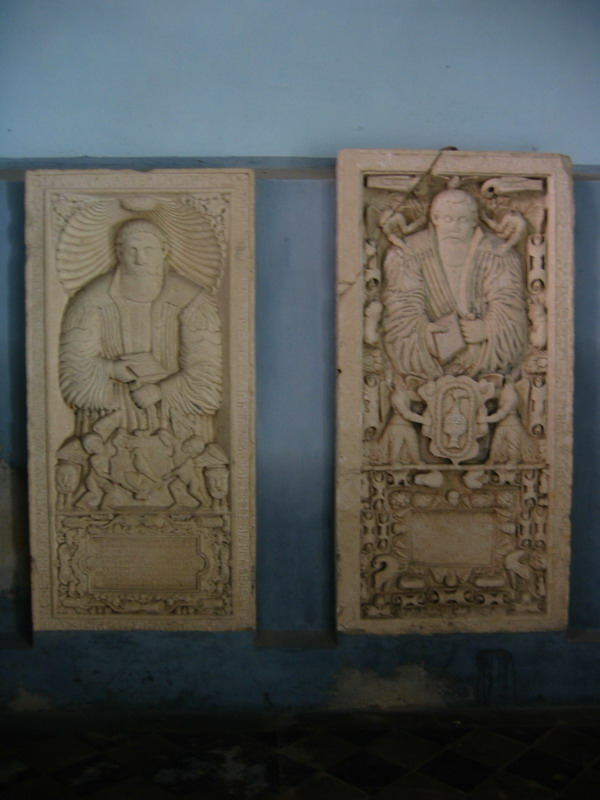
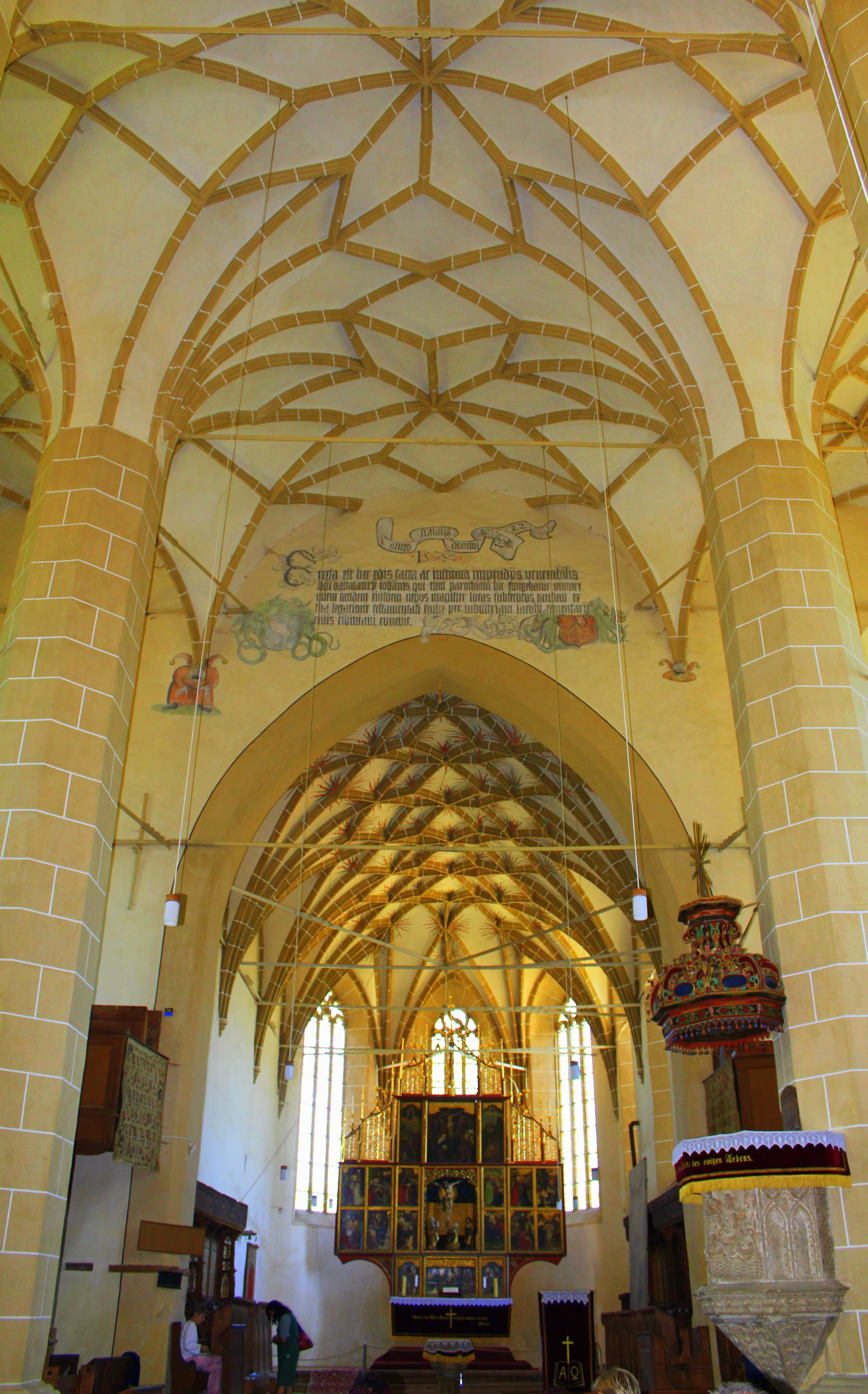
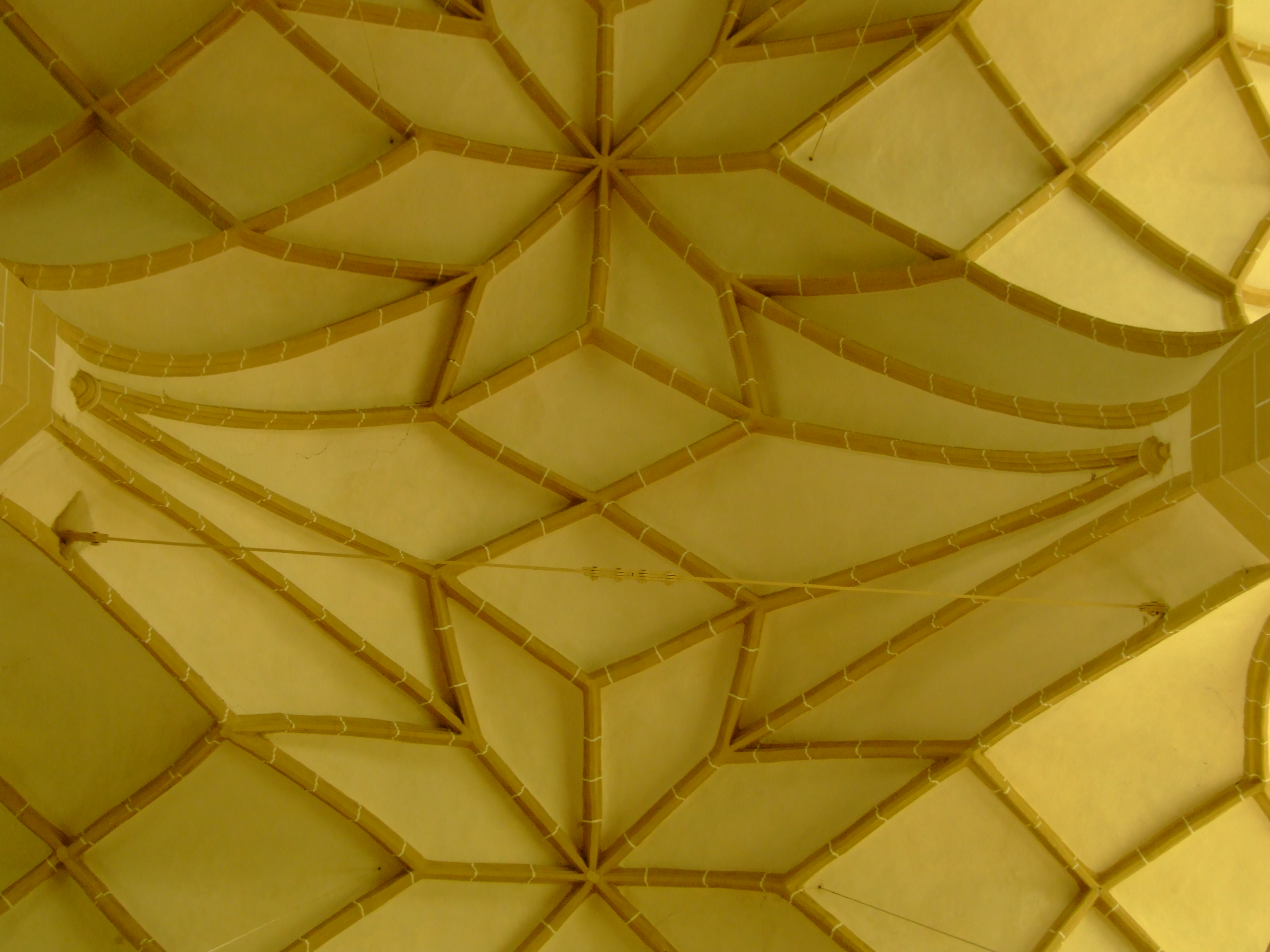
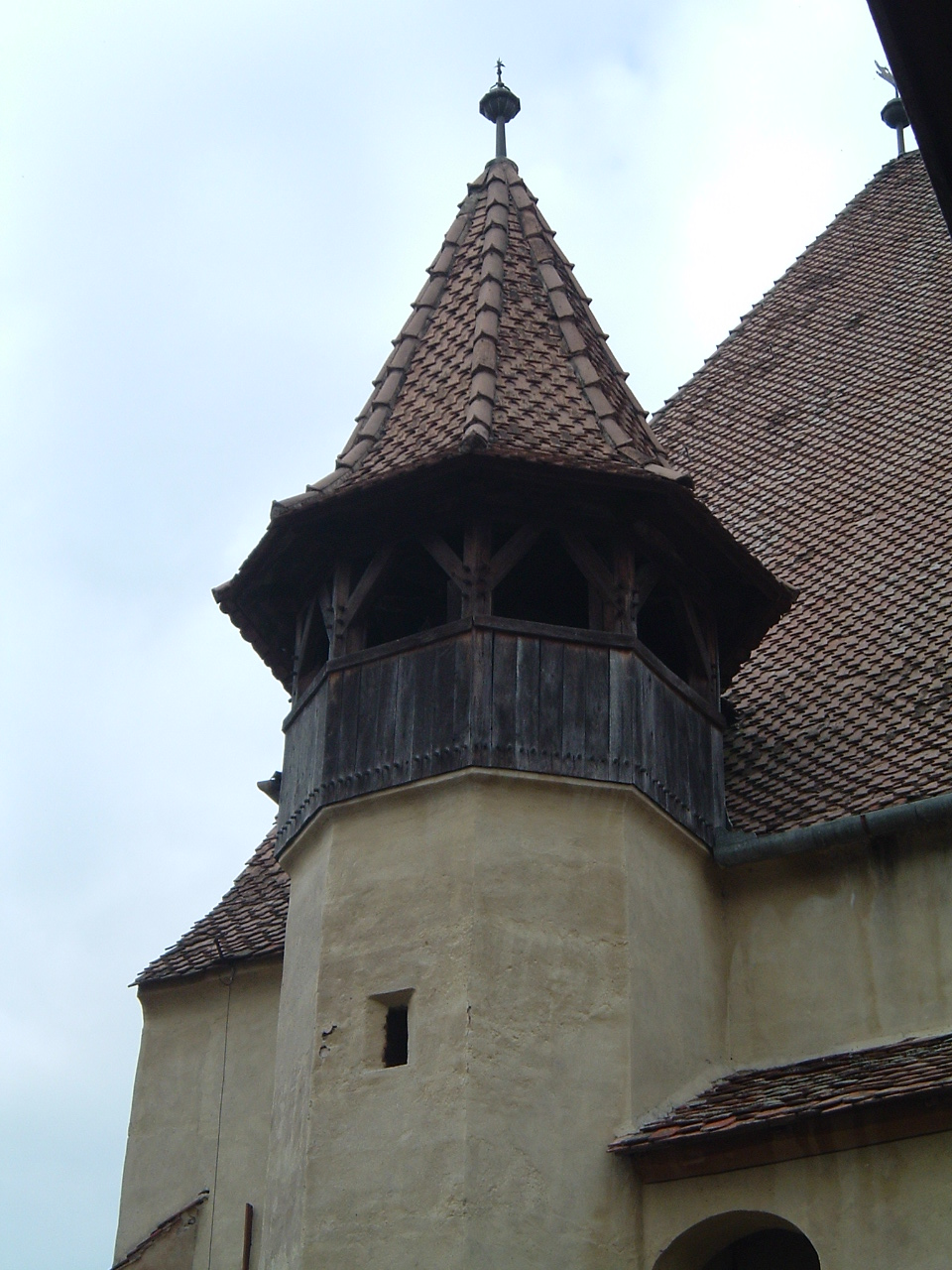
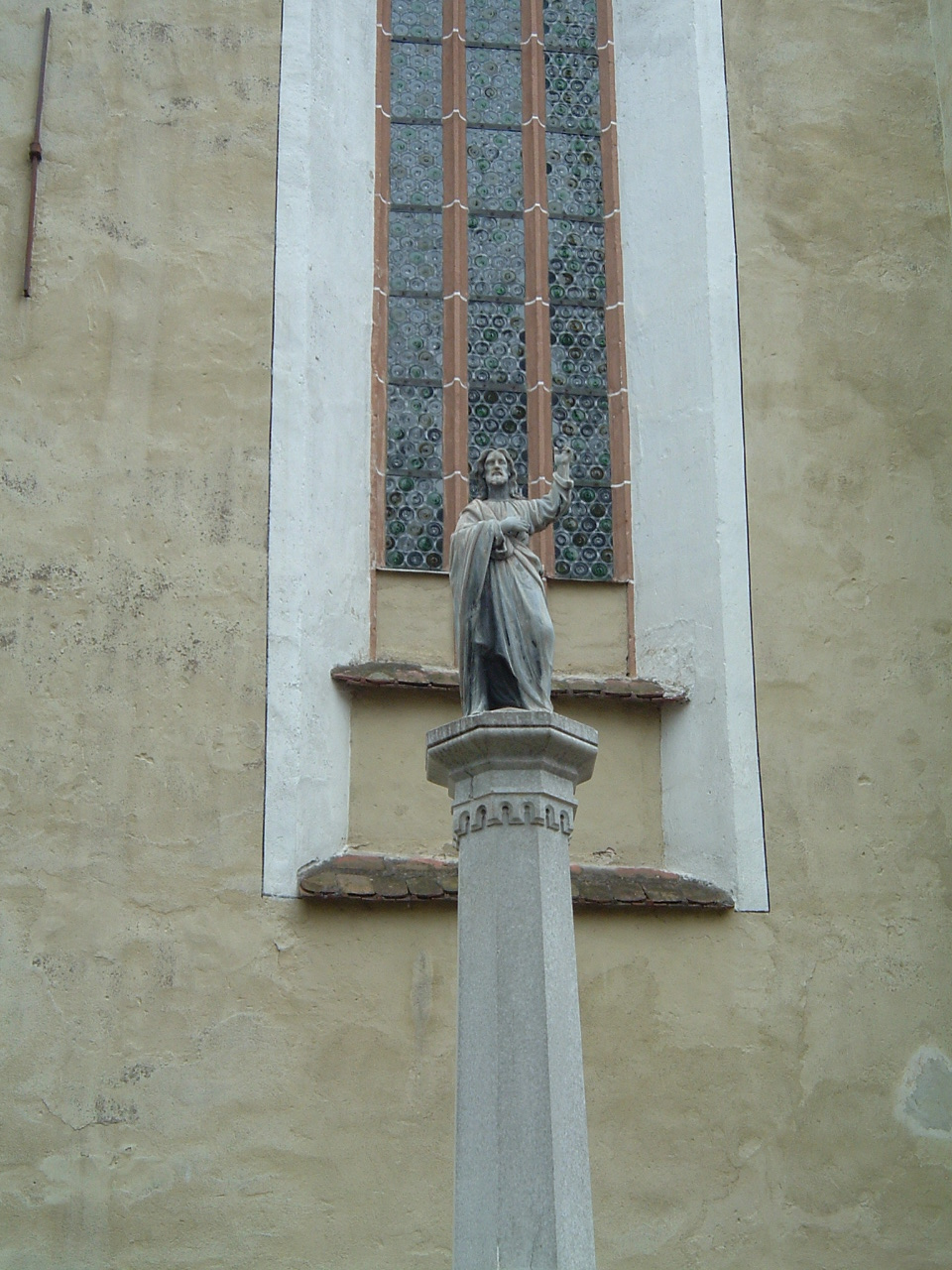
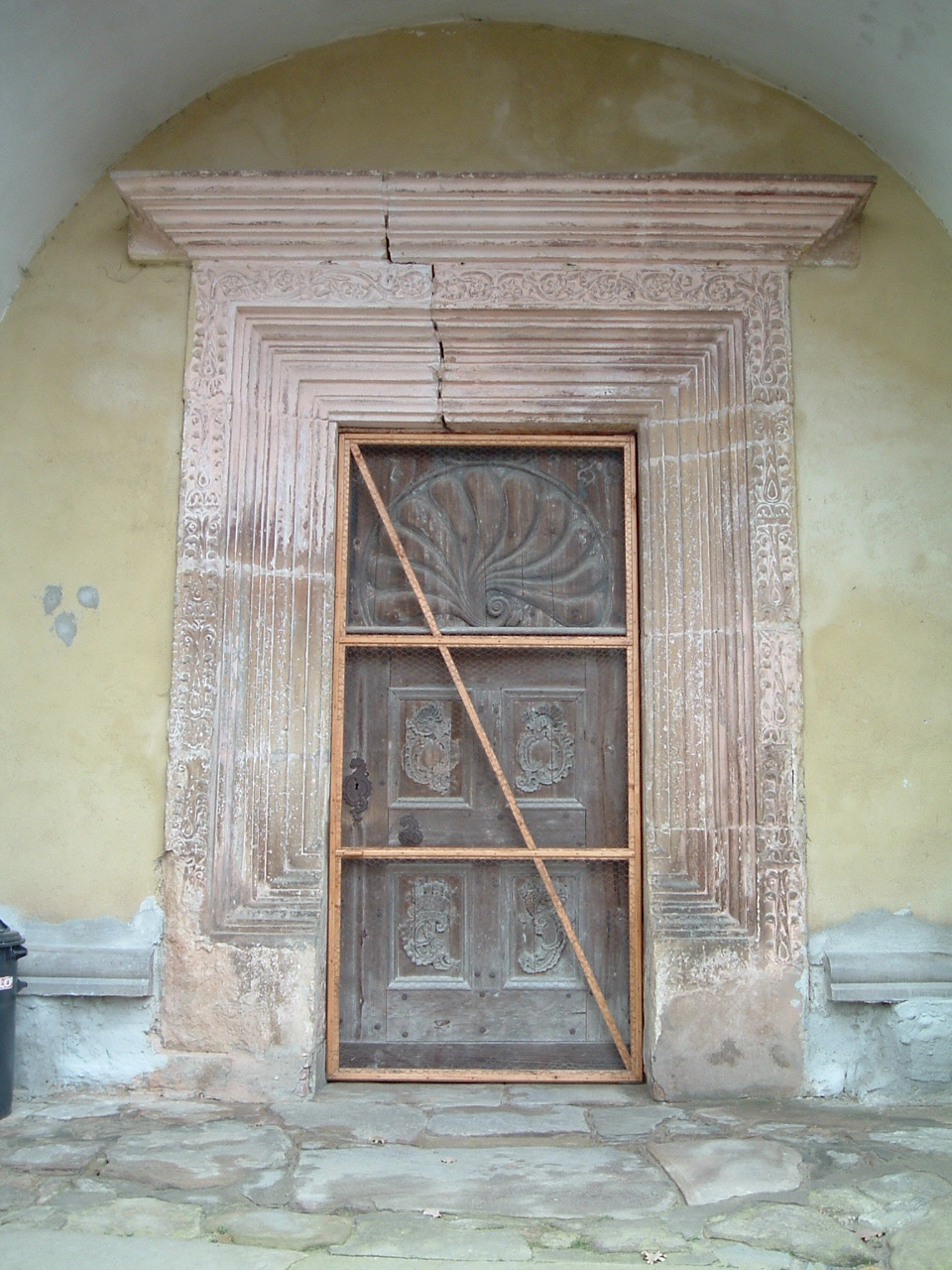
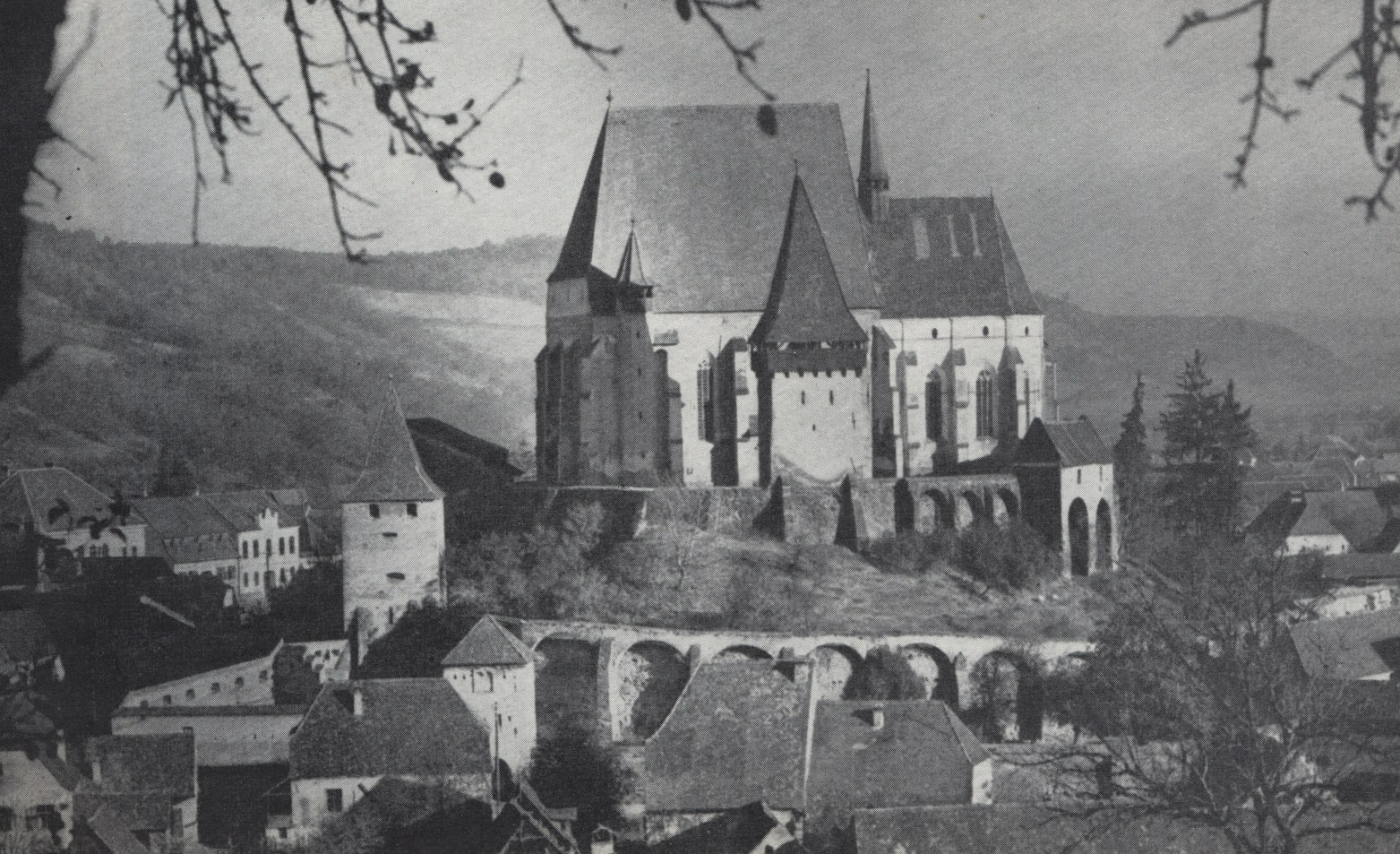
Az erődtemplom 1964-ben
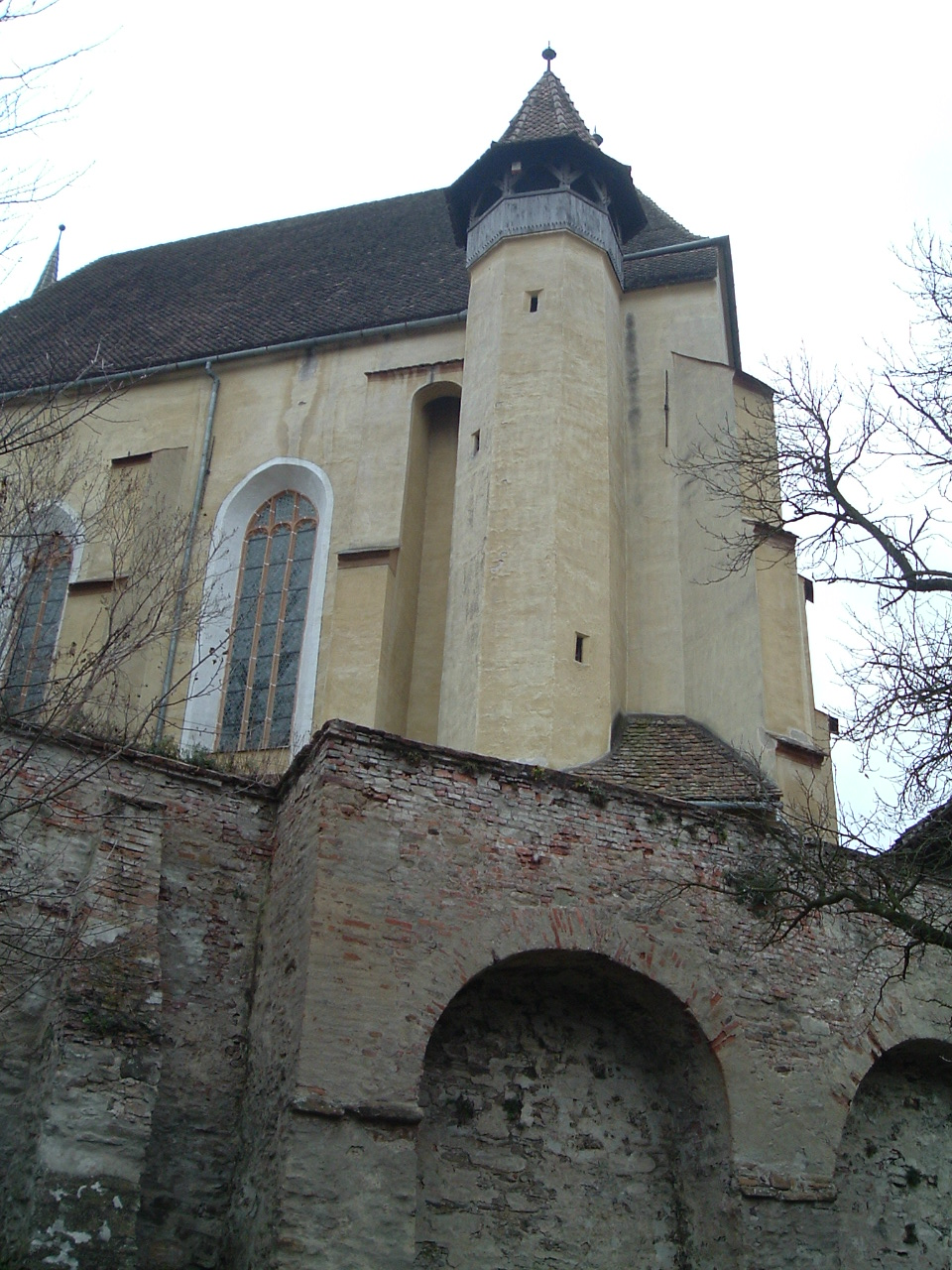
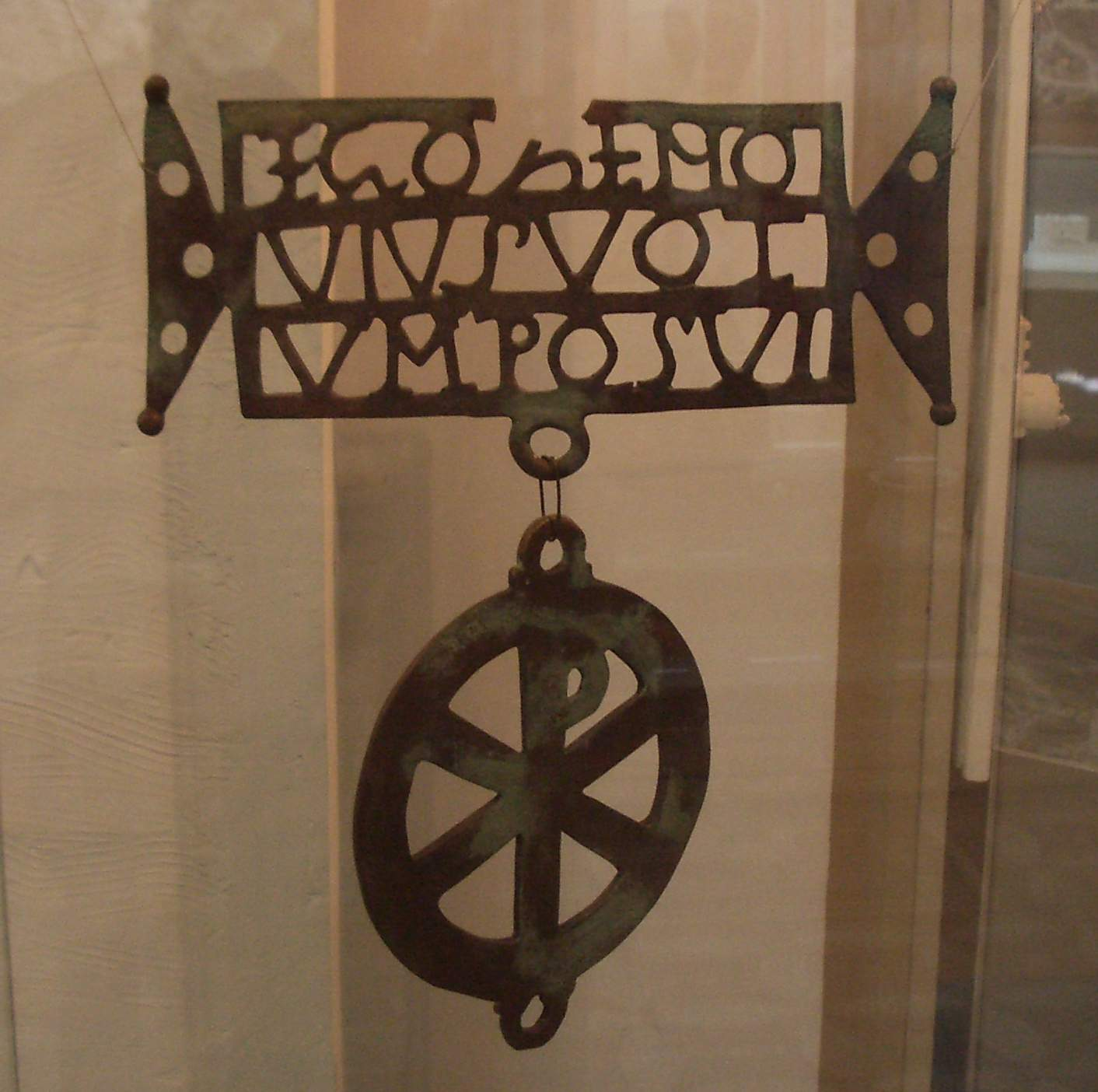
A donárium cégérként
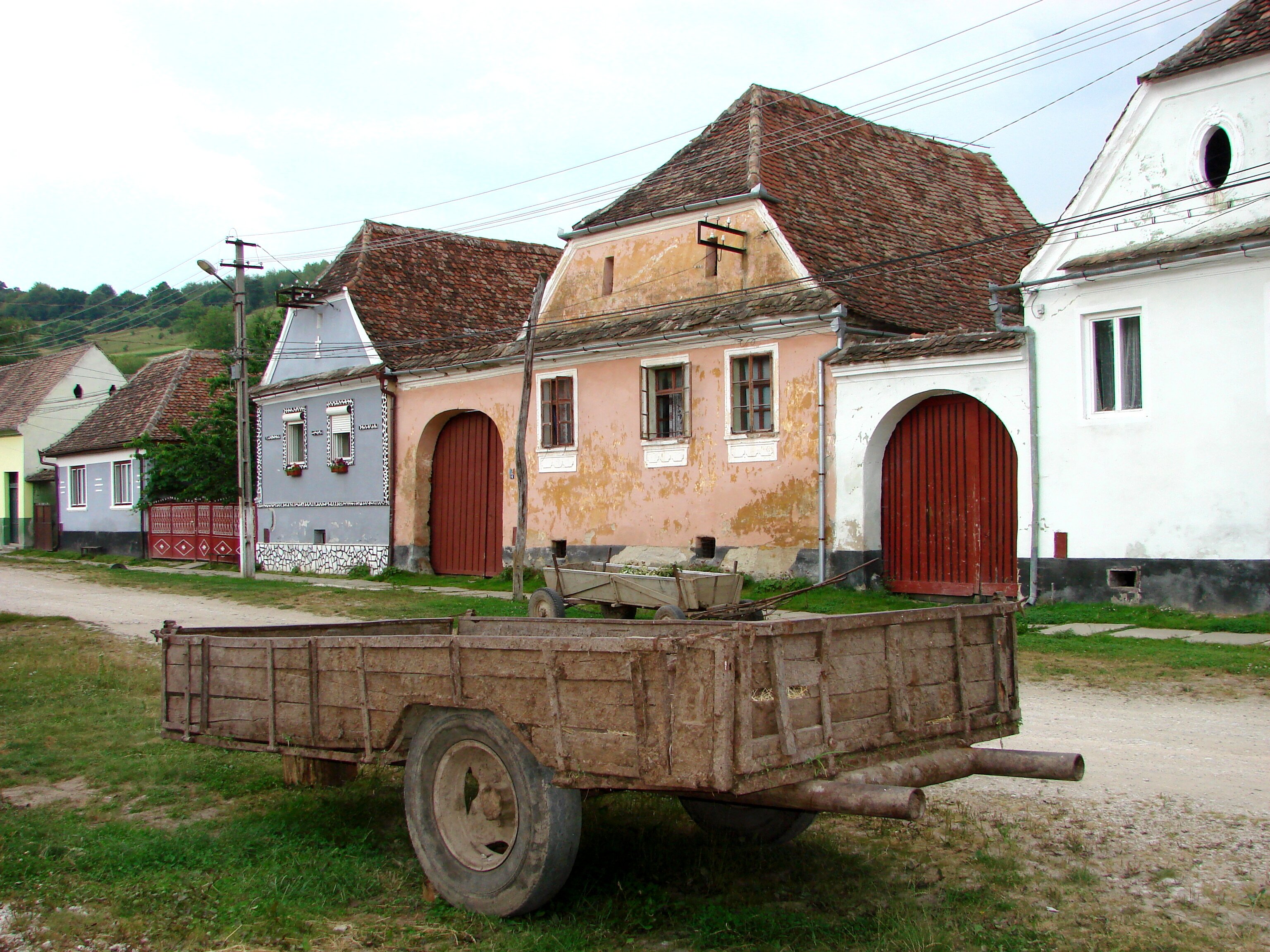
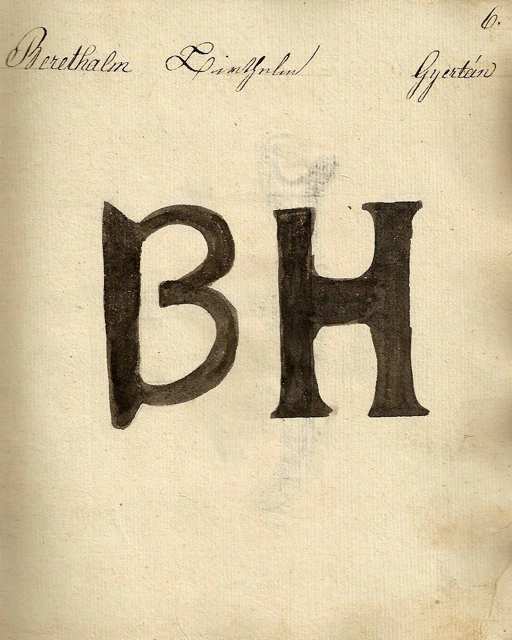
Berethalom marhabélyege 1826-ból